# Вебмоделювання
Вебмоделювання (англ. Web-based simulation, WBS) — це виклик служб чисельного моделювання через Всесвітнє павутиння, зокрема через браузер. Інтернет усе частіше розглядається як середовище створення додатків для моделювання і симуляції, і тому це нова сфера досліджень у симуляторах.

## Застосування
Вебмоделювання використовується в кількох контекстах:
- В навчанні різні принципи можна швидко проілюструвати студентам за допомогою інтерактивної комп’ютерної анімації, наприклад, під час демонстрації лекцій та комп’ютерних вправ.
- У дистанційному навчанні вебмоделювання може бути альтернативою встановленню дорогого програмного забезпечення для моделювання на комп’ютері студента або альтернативою дорогому лабораторному обладнанню.
- У розробці програмного забезпечення вебемуляція дозволяє розробляти та тестувати додатки на одній платформі для інших цільових платформ, наприклад, для різних мобільних операційних систем [2] або мобільних веббраузерів, без спеціального обладнання чи локально встановленого програмного забезпечення емуляції.
- У онлайн-іграх можна симулювати 3D-середовище, старі домашні комп’ютери та ігрові консолі, що дозволяють користувачеві грати в старі комп’ютерні ігри у веббраузері.
- У медичній освіті вебмоделювання можна використовувати для вивчення та відпрацювання клінічних процедур. Вебмоделювання процедур робить акцент на когнітивних елементах, таких як етапи процедури, рішення, інструменти/пристрої, які будуть використовуватися, і правильне анатомічне розташування.

## Підходи на стороні клієнта проти сервера
Вебсимуляція може відбуватися як на стороні сервера, так і на стороні клієнта. У моделюванні на стороні сервера чисельні розрахунки та візуалізація (генерація графіків та іншої комп’ютерної графіки) виконуються на вебсервері, тоді як інтерактивний графічний інтерфейс користувача (GUI) часто частково надається на стороні клієнта, наприклад за допомогою сценарії на стороні сервера, такі як сценарії PHP або CGI, інтерактивні служби на основі Ajax або звичайне прикладне програмне забезпечення, доступ до якого віддалено через аплет VNC Java.
Термін «онлайн-симуляція» іноді належить до вебсимуляції на стороні сервера, іноді до симбіотичної симуляції, тобто симуляції, яка взаємодіє з фізичною системою в реальному часі.
Нові технології хмарних обчислень можна використовувати для нових підходів моделювання на стороні сервера. Наприклад, є  багатоагентні додатки моделювання, які розгорнуті на примірниках хмарних обчислень і діють незалежно. Це дозволяє симуляції мати високу масштабованість.

## Наявні інструменти
- AgentSheets – графічно запрограмований інструмент для створення веб-ігор-симуляторів, схожих на The Sims, і для навчання студентів-початківців програмуванню.
- AnyLogic – графічно запрограмований інструмент, який генерує код Java для симуляції дискретних подій, системної динаміки та моделей на основі агентів.
- Easy Java Simulations – інструмент для моделювання та візуалізації фізичних явищ, який автоматично генерує код Java з математичних виразів.
- ExploreLearning Gizmos – велика бібліотека інтерактивних онлайн-симуляцій для навчання математики та природничих наук у 3–11 класах.
- FreeFem++ Javascript Version[3] – FreeFem++[4] — це безплатний розв’язувач PDE з відкритим кодом, який використовує метод скінченних елементів.
- GNU Octave – програмне забезпечення з відкритим кодом, сумісне з MATLAB.
- L-SIM-сервер Lanner Group Ltd – механізм симуляції дискретних подій на основі Java, який підтримує такі стандарти моделей, як BPMN 2.0.
- Nanohub – інтерактивне моделювання веб 2.0 нанотехнологій у браузері.
- NetLogo – багатоагентна мова програмування та інтегроване середовище моделювання, яке працює на віртуальній машині Java.
- OpenPlaG – побудовник графіків функцій на основі PHP для використання на вебсайтах.
- OpenEpi – вебпакет інструментів для біостатистики.
- Recursive Porous Agent Simulation Toolkit (Repast) – інструментарій моделювання на основі агентів, реалізований на Java та багатьох інших мовах.
- SageMath – програмне забезпечення для чисельного аналізу з відкритим кодом і вебінтерфейсом на основі мови програмування Python.
- SimScale – вебплатформа моделювання, що підтримує обчислювальну динаміку рідини, механіку твердого тіла та термодинаміку.
- StarLogo – мова симуляції на основі агентів, написана на Java.
- VisSim Viewer – графічно запрограмовані діаграми потоку даних для моделювання динамічних систем.
- webMathematica та Mathematica Player – система комп’ютерної алгебри та мова програмування.
- VisualSim Architect – дозволяє вбудовувати моделі системного рівня в документи для перегляду, моделювання та аналізу в веббраузері без встановлення локального програмного забезпечення.